# Tân Lập, Chợ Đồn
Tân Lập là một xã thuộc huyện Chợ Đồn, tỉnh Bắc Kạn, Việt Nam.

## Địa lý
Xã Tân Lập có vị trí địa lý:
- Phía bắc giáp các xã Đồng Lạc, Nam Cường và huyện Ba Bể
- Phía đông giáp xã Bằng Phúc và huyện Ba Bể
- Phía nam giáp xã Phương Viên và xã Quảng Bạch
- Phía tây giáp xã Quảng Bạch và xã Đồng Lạc.

Xã Tân Lập có diện tích 34 km², dân số năm 2019 là 1.761 người, mật độ dân số đạt 52 người/km².
Tất cả các khe suối nhỏ trong xã hợp lưu thành suối Tà Điếng, dòng suối sau đó hợp lưu với nhiều suối, sông khác và đổ vào hồ Ba Bể.

## Hành chính
Xã Tân Lập được chia thành các thôn bản: Chang, Chợ Điểng, Nà Sắm, Nà Lịn, Nà Lược, Nà Ngần, Nà Chắc, Phiêng Đén.